# Parotoplana bicupa
Parotoplana bicupa är en plattmaskart som beskrevs av Sopott-Ehlers 1976. Parotoplana bicupa ingår i släktet Parotoplana och familjen Otoplanidae. Inga underarter finns listade i Catalogue of Life.